# Felieke van der Leest
Freea Christina (Felieke) van der Leest (Emmen, 16 juli 1968) is een Nederlands beeldend kunstenaar die actief is als sieraadontwerper en edelsmid. Zij werkt en woont sinds 2008 in Noorwegen. 

## Biografie
Van der Leest is opgeleid aan de Vakschool Schoonhoven (1986-1991) en aan de Gerrit Rietveld Academie te Amsterdam (1991-1996). Als kind bezocht zij regelmatig het Noorder Dierenpark in haar woonplaats; dieren spelen zodoende een belangrijke rol in haar oeuvre. Naast sieraden maakt Van der Leest ook monumentaal werk, waarbij ze veelvuldig gebruikmaakt van haaktechnieken en textiel. Buiten haar activiteiten als beeldend kunstenaar zingt Van der Leest in een hard-rock band.

## Tentoonstellingen (selectie)
- 2011 - Felieke van der Leest, Once upon a Time in my West (Part 1), Galerie Rob Koudijs, Amsterdam
- 2015 - Into the Zoo - Felieke van der Leest, CODA, Apeldoorn[1]